# Tremblaya coffeicola
Tremblaya coffeicola är en stekelart som beskrevs av John S. Noyes 2004. Tremblaya coffeicola ingår i släktet Tremblaya och familjen sköldlussteklar.
Artens utbredningsområde är:
- Kenya.
- Nigeria.

Inga underarter finns listade i Catalogue of Life.